# Rawside
Rawside ist eine Hardcore-Punk-Band aus Coburg.

## Geschichte
Am 12. Mai 1993 gründeten Ralle (Gitarre), Henne (Gesang), Eddie (Bass) und Krisch (Schlagzeug) die Band. 1994 stieß ein weiterer Gitarrist zur Band (Hütter), der die Band allerdings auch im selben Jahr wieder verließ und durch Kai ersetzt wurde. Krisch, der Schlagzeuger, verließ sie, stattdessen kam Beaker zur Gruppe. Rawside löste sich 1998 auf und gründete sich 2002 mit leicht veränderter Besetzung neu. 2006/07 musste die Band eine längere Pause einlegen,
da ein Bandmitglied auf Grund von Verletzungen nicht in der Lage war, zu spielen. Nach ausgiebigem Touren verließ auch Gitarrist Ehrl Ende 2007 Rawside, um sich fortan ganz auf seine Band Killing today for a better tomorrow zu konzentrieren. Mit Martin war schnell ein Nachfolger gefunden. Kurz darauf wurde mit Eppler ein zweiter Gitarrist ins Boot geholt. Am Punk im Pott in Oberhausen präsentierte die Band sich erstmals wieder mit doppelter Gitarrenbesetzung.

## Stil
Die Texte der Band sind meist politisch und sehr stark linksorientiert.
Musikalisch orientiert man sich am klassischen aggressiven old-School Hardcore Punk, wobei die ersten Alben vom Crustcore und vom frühen Hardcore Punk der 1980er Jahre beeinflusst wurden, wie Minor Threat und deutschen Bands wie Vorkriegsjugend. Das 2004er Album Outlaw (Earth AD) klingt dabei eher nach old-school New Yorker Hardcore Punk (NYHC).

## Diskografie
- Unite and Fight (Demotape, 1994)
- Police Terror (CD, 1995 – LP, 1996)
- VKJ (Mini-CD und 7" mit Coversongs von Vorkriegsjugend, 1996)
- Staatsgewalt (CD und LP, 1997)
- Out of Control (Live CD und LP, 1997)
- Police Terror/VKJ (Wiederveröffentlichung auf einer CD, 2002)
- Outlaw (2004)
- Neuauflage von Staatsgewalt CD+DVD (Wiederveröffentlichung auf einer CD+DVD und Pic LP, 2006)
- Widerstand (2010)
- Your Life Gets Crushed (2019)
- Menschenfresser (2024)

Des Weiteren veröffentlichten Rawside Songs auf mehreren Samplern, unter anderem auf Schlachtrufe BRD IV (über 20.000 verkaufte Einheiten) und Die deutsche Punkinvasion III (über 10.000 verkaufte Einheiten).